# Adesmia glandulifera
Adesmia glandulifera är en ärtväxtart som först beskrevs av Alfred Barton Rendle, och fick sitt nu gällande namn av Carl Skottsberg. Adesmia glandulifera ingår i släktet Adesmia och familjen ärtväxter. Inga underarter finns listade i Catalogue of Life.